# Bulolia ocellata
Espèce
Bulolia ocellata est une espèce d'araignées aranéomorphes de la famille des Salticidae.

## Distribution
Cette espèce est endémique de Nouvelle-Guinée orientale en Papouasie-Nouvelle-Guinée,,.

## Description
La carapace du mâle holotype mesure 2,15 mm de long et l'abdomen 3,00 mm. Le mâle décrit par Szüts en 2003 mesure 4,7 mm.

## Publication originale
- Żabka, 1996 : Bulolia, a new genus of Salticidae (Arachnida: Araneae) from Papua New Guinea. Revue suisse de Zoologie, hors série, vol. 2, p. 701-707 (texte intégral).